# Turn Around Tour
The Turnaround Tour var en turné med Westlife 2004.
Endast en DVD spelades in under turnén, nämligen den i Globen, Stockholm. Anledningen är enligt bandet att de "ville visa resten av världen vilken fantastisk publik de har i Stockholm". Under denna turné bjöd Westlife på en färgsprakande show med skönsång och mycket dans! De bjöd på låtar, gamla som nya, däribland Whams Wake Me Up Before You Go Go och ledmotivet till TV-serien Vänner.